# Nakatindi Yeta Nganga
Nakatindi Yeta Nganga (1922–1972) là một quý tộc thuộc dân tộc Lozi và là chính trị gia Zambia. Bà là một trong những phụ nữ đầu tiên được bầu vào Quốc hội, là nữ bộ trưởng đầu tiên của đất nước Zambia.

## Tiểu sử
Nakatindi sinh ra ở Lealui; cha bà là Yeta Đệ Tam, một litunga của vùng Barotseland. Bà theo học tại Học viện giáo dục Tiger Kloof ở Nam Phi. Từ năm 1952 đến năm 1964, bà phục vụ trong Cơ quan giáo dục quận Mongu-Lealui. Bà là người phụ nữ đầu tiên ở Barotseland tham gia đảng Quốc gia Độc lập Thống nhất (UNIP), và là Giám đốc đầu tiên của Lữ đoàn phụ nữ UNIP. Bà nắm giữ vị trí này cho đến khi thua Maria Nankolongo trong cuộc bầu cử nội bộ năm 1967. Năm 1962, bà tham gia cuộc bầu cử Hội đồng Lập pháp, nhưng đã thua Job Michello, một thành viên của Đại hội Dân tộc Châu Phi vùng Bắc Rhodesia.
Trong cuộc tổng tuyển cử năm 1964, Nakatindi đã tham gia vào khu vực bầu cử ở Nalikwanda và được bầu vào Hội đồng Lập pháp. Hội đồng này trở thành Quốc hội khi giành độc lập vào cuối năm 1964. Cùng với Margaret Mbeba và Ester Banda, bà là một trong những thành viên là phụ nữ đầu tiên làm trong cơ quan lập pháp. Năm 1966, bà là Thư ký Nghị viện cho Bộ Lao động và Phát triển Xã hội. Năm 1967, bà được bổ nhiệm làm Thư ký Nghị viện cho Bộ Tài nguyên và Hợp tác xã, trước khi trở thành Thư ký Nghị viện cho Bộ Hợp tác xã, Thanh niên và Phát triển Xã hội.
Nakatindi là một thành viên của Quốc hội cho đến khi bà mất ghế vào Quốc hội Châu Phi Zambia trong cuộc bầu cử năm 1968. Sau đó, bà là thành viên của Hạ viện và thống đốc quận Sesheke cho đến khi bà qua đời năm 1972.
Bà có 11 người con, trong đó có Nakatindi Wina, là nghị sĩ và bộ trưởng.